# Saison 3 de Highlander
 (juin 2024).
Chronologie
Saison 2 Saison 4
Cet article présente le guide des épisodes de la troisième saison de la série télévisée franco-canadienne Highlander.

## Distribution

### Acteurs principaux
Les acteurs suivants figurent au générique de la troisième saison :
- Adrian Paul (VF : Pierre Dourlens) : Duncan MacLeod
- Stan Kirsch (VF : Pierre Laurent) : Richie Ryan
- Philip Akin (VF : Bruno Dubernat) : Charlie DeSalvo (épisodes 1 à 3)
- Lisa Howard (VF : Marie-Hélène Le Doze) : docteur Anne Lindsay (à partir de l’épisode 5)
- Jim Byrnes (VF : Michel Paulin) : Joe Dawson

### Acteurs récurrents
- Peter Wingfield (VF : Maurice Decoster) : Methos (3 épisodes)
- Elizabeth Gracen (VF : Catherine Davenier) : Amanda (4 épisodes)
- David Robb (VF : Vincent Violette) : Kallas (5 épisodes)
- Roger Daltrey (VF : Philippe Catoire) : Hugh Fitzcairn (1 épisode)

## Équipe technique
- Producteurs délégués : Peter S. Davis, William Panzer, Christian Charret, Marla Ginsburg
  - Coproducteur délégué : Nicholas Clermont
- Producteur : Ken Gord
- Producteur associé : Marc Du Pontavice
- Producteur coordination : Denis Leroy
- Consultant au scénario : David Tynan
- Consultant créatif : David Abramowitz
- Thème du générique : Princes of the Universe par Queen
- Musique originale : Roger Bellon

## Épisodes
Les vingt-deux épisodes de la troisième saison de la série sont :

### Épisode 1:Le Samouraï
- États-Unis : 26 septembre 1994
- France : date inconnue sur M6

- Tamlyn Tomita (Midori)
- Robert Ito (Hideo)
- Stephen McHattie (Kent)

Immortels
- Michael Kent

FlashBack
- 1778,  Japon

- On découvre dans cet épisode d'où provient le fameux katana de Duncan MacLeod.
- Robert Ito avait déjà joué dans la série, dans l'épisode La Vengeance de la saison 2, dans lequel il tenait un tout autre rôle.
- Retour de Charlie DeSalvo, qui n’était plus apparu depuis l’épisode 15 de la saison 2.
- Les fans de Stargate reconnaîtront l'Ambassadrice chinoise Shen Xiaoyi alias Tamlyn Tomita.

### Épisode 2:Ligne de mire
- États-Unis : 3 octobre 1994

- Randall « Tex » Cobb (Kern)
- Chandra West (Donna)
- Michelle Thrush (Little Dear)
- Peter Bob (Kahani)

Immortels
- Kern

FlashBack
- 1872, Nord-Ouest Pacifique,  États-Unis

- Michelle Thrush avait déjà joué dans la série, dans l'épisode Pour l'amour d'un enfant de la saison 2, dans laquelle elle tenait un tout autre rôle.

### Épisode 3:Le Révolutionnaire
- États-Unis : 10 octobre 1994

- Miguel Fernandes (Paul Karros)
- Liliana Komorowska (Mara)

Immortels
- Paul Karros

FlashBack
- 1867, Mexico,  Mexique

- Première apparition dans cet épisode du Docteur Anne Lindsay. C'est également le dernier où apparaît Charlie DeSalvo. Il ne reviendra qu'au début de la quatrième saison, pour un unique épisode.

### Épisode 4:La Croix de Saint-Antoine
- États-Unis : 17 octobre 1994

- Elizabeth Gracen (Amanda)
- Brion James (Thorne/Durgan)

Immortels
- Amanda
- John Durgan

FlashBack
- 1817, Montana,  États-Unis

- Brion James est connu pour avoir joué dans les films Blade Runner ou Le Cinquième Élément.
- Jason Gray-Stanford sera connu pour son rôle de Randall Disher dans Monk.
- Jim Byrnes chante une chanson qu'il a composée, il avait déjà chanté dans l'épisode 9 de la saison 2. Plus tard il jouera le père d'Helen Magnus (Amanda Tapping) dans Sanctuary et là aussi il chantera une chanson de sa composition (S4-E8).

### Épisode 5:Le Passage
- États-Unis : 24 octobre 1994

- Gabrielle Miller (Michelle Webster)
- Rob Stewart (Axel)
- Alan Scarfe (Craig Webster)
- Marie Stillin (Nancy Webster)
- Elizabeth Gracen (Amanda)

Immortels
- Amanda
- Michelle Webster
- Axel Whittaker
- Sharon

FlashBack
- 1896, Boston,  États-Unis

- Amanda apparaît brièvement à la fin de l'épisode : elle deviendra le nouveau mentor de Michelle.
- Gabrielle Miller avait déjà joué dans la série, dans l'épisode En hommage à Tommy de la saison 2, dans laquelle elle tenait un tout autre rôle.
- Plus tard, Alan Scarfe et Marie Stillin deviendront connu en France en tant que Dr. Bradley Talmadge dans Sept jours pour agir et de grande chancelière Travell dans Stargate SG1.

### Épisode 6:Descente aux Enfers
- États-Unis : 31 octobre 1994

- John Pyper Ferguson (Cullen)

Immortels
- Brion Cullen
- Zoltan Laszlo

FlashBack
- 1810,  Suisse
- 1854, San Francisco,  États-Unis

- Cet épisode a été rarement diffusé en France, censuré puisque le sujet abordé est la drogue.
- Anne devient dans cet épisode la petite amie de Duncan.

### Épisode 7:Le Masque de l'innocence
- États-Unis : 7 novembre 1994

- Myles Ferguson (Kenny)
- Eric Keenleyside (Dallman Ross)

Immortels
- Kenny
- Dallman Ross

FlashBack
- Myles Ferguson est décédé à l'âge de 19 ans dans un accident de voiture en septembre 2000. On reverra son personnage dans l'épisode Retrouvailles de la saison 4.

### Épisode 8:Obsession
- États-Unis : 14 novembre 1994

- Cameron Bancroft (David Keogh)
- Nancy Sorel (Jill Pelentay)
- Sherry Miller (Sarah Carter)

Immortels
- David Keogh

FlashBack
- 1825, Philadelphie,  États-Unis
- 1882, Nord-Ouest Pacifique,  États-Unis

- Cameron Bancroft avait déjà joué dans la série, dans l'épisode Les Guetteurs de la saison 2, dans laquelle il tenait un tout autre rôle.

### Épisode 9:L'Ombre de la mort
- États-Unis : 21 novembre 1994

- Garwin Sanford (Garrick)
- Frank C. Turner (Officiel)

Immortels
- John Garrick

FlashBack
- 1665,  Royaume d'Angleterre

- F. Braun McAsh, le maître d'armes de la série, joue ici le mystérieux moine qui en veut à la tête de Duncan.
- Après la Grande chancelière Tollan c'est Narim (Garwin Sanford) qui passe par Highlander, Garwin sera aussi le mari d'Elizabeth dans Stargate Atlantis.

### Épisode 10:Le Chantage
- États-Unis : 28 novembre 1994

- Bruce Dinsmore (Robert Waverly)
- Anthony DeLongis (Lymon Kurlow)
- Barbara Tyson (Barbara Waverly)
- Kelly Fiddick (Johnny)
- Bill Croft (Peter Matlin)

Immortels
- Lyman Kurlow
- Peter Matlin

FlashBack
- Anthony DeLongis jouera un autre Immortel dans la cinquième saison de la série, dans l'épisode Duende

### Épisode 11:Vendetta
- États-Unis : 30 janvier 1995

- Ken Pogue a joué avec Adrian Paul dans la série War of the Worlds, dans les années 1980.
- Stella Stevens est connue pour avoir travaillé avec Elvis Presley.

### Épisode 12:Éducation criminelle
- États-Unis : 6 février 1995

- Mary Woronov (Rita Luce)
- Michael Anderson Jr. (Ian Bancroft)
- Barry Pepper (Michael Christian)
- Vivian Wu (May-Ling Shen)

Immortels
- Michael Christian
- Mei-Ling Shen

FlashBack
- 1780,  Mongolie

- Barry Pepper a également joué dans les films Il faut sauver le soldat Ryan, Battlefield Earth ou encore Sept vies.

### Épisode 13:Confiance aveugle
- États-Unis : 13 février 1995

- Richard Lynch (John Cage/Kirin)
- Conrad Dunn (Matthew)
- Nick Vrataric (Timothy Parriot)
- Dave Cameron (Todd Milchan)

Immortels
- Kirin

FlashBack
- 1937,  République espagnole
- 1975,  Cambodge

### Épisode 14:Le Chant du bourreau
- États-Unis : 20 février 1995

- David Robb (Kalas)
- Eugene Lipinski (Paul)
- Demetri Goritsas (Timon)
- John Tench (Max Jupe)
- Vince Metcalfe (Dan Tarendash)

Immortels
- Kalas
- Frère Paul
- Peter Hale
- Timon

FlashBack
- 1658, Europe

- Première apparition de Kalas, qu'on reverra régulièrement dans cette troisième saison. Il est l'un des grands méchants de la série.
- C'est à la fin de cet épisode qu'Anne voit « mourir » Duncan. Celui-ci lui cachera la vérité encore quelques épisodes.
- Vers 45'40, lorsque Anne parle avec Richie, on voit le reflet d'un machiniste dans les vitres du bureau

### Épisode 15:Marqué par le destin
- États-Unis : 27 février 1995

- Roger Daltrey (Hugh Fitzcairn)
- David Robb (Kalas)
- Valérie Zarrouk (Naomi)
- Frédéric Witta (Patrick)
- Élodie Frenck (Arianna)

Immortels
- Hugh Fitzcairn
- Kalas

FlashBack
- 1637, Vérone,  Italie

- Cet épisode marque la dernière apparition de Hugh Fitzcairn dans le présent, puisque Kalas prend sa tête à la fin de l'épisode. On le reverra cependant dans plusieurs épisodes, mais uniquement en flashback.
- Dans les bonus inclus avec le coffret de la saison 3 en DVD, Adrian Paul révéla qu'il ne s'est pas entendu avec David Robb.

### Épisode 16:Methos
- États-Unis : 6 mars 1995

- Peter Wingfield (Methos)
- David Robb (Kalas)
- Carmen Chaplin (Maria Campolo)
- Ken Samuels (Roger)
- George Birt (Don Salzer)
- Jean-François Pagès (Basile Dornin)

Immortels
- Methos
- Hugh Fitzcairn
- Kalas

FlashBack
- 1920, Paris,  France

- Première apparition Methos, il sera de retour dans le double épisode de la fin de cette saison puis reviendra régulièrement à partir de l'épisode 10 de la saison 4.

### Épisode 17:Retiens la nuit
- États-Unis : 24 avril 1995

- Kim Johnston Ulrich (en) (Ceirdwyn)
- Marc Edouard Leon (Paolo)
- Jean-François Pagès (Basile Dornin)
- Benjamin Pullen (Bonnie Prince Charlie)

Immortels
- Ceirdwyn

FlashBack
- 60 apr. J.-C. Angleterre
- 1746,  Écosse

- C'est dans cet épisode que Richie se « tue » devant des milliers de personnes, lors d'une course de moto.
- Duncan MacLeod appelle Anne à la fin de cet épisode afin de lui expliquer qu'il est toujours vivant.
- Kim Johnston Ulrich a joué pendant 8 ans dans la série Passions.

### Épisode 18:Témoin à charge
- États-Unis : 1er mai 1995

- Alexis Daniel (Kristov)
- Selina Giles (Tasha)
- Georges Keyl (Bohdan)

Immortels
- Kristov

FlashBack
- 1750, bassin du Don,  Empire russe

- À la suite de sa « mort », Richie se met au vert, il ne sera de retour que pour la saison suivante (S4-E3).

### Épisode 19:Péchés mortels
- États-Unis : 8 mai 1995

- Roger Bret (Père Bernard)
- Andrew Woodall (Ernst Daimler)
- Jean-Claude Deret (Georges Dalou)
- Lorànt Deutsch (Georges Dalou jeune)

Immortels
- Ernst Daimler

FlashBack
- 1943, Paris,  État français

- On voit dans cet épisode Lorànt Deutsch dans un de ses tout premiers rôles.
- Jean-Claude Deret reprend son rôle de Dalou, qu'on avait déjà pu voir dans l'épisode Le Poison Redoutable.
- Cet épisode marque le départ d'Anne, qui ne peut concilier son serment de soigner les gens, tout en étant proche de Duncan, qui lui, les décapite.

### Épisode 20:Doute légitime
- États-Unis : 15 mai 1995

- Paudge Behan (Lucas Kagan)
- Géraldine Cotte (Simone Tomas)
- Richard Lintern (Richard Tarsis)

Immortels
- Lucas Kagan
- Richard Tarsis

FlashBack
- 1930, Paris,  France

### Épisode 21:Finale (1/2)
- États-Unis : 22 mai 1995

- Elizabeth Gracen (Amanda)
- David Robb (Kalas)
- Peter Wingfield (Methos)

Immortels
- Amanda
- Methos
- Kalas
- Hamza El Kahir
- Xavier Saint Cloud
- Pietron

FlashBack
- 1653, Alger,  Algérie

### Épisode 22:Finale (2/2)
- États-Unis : 29 mai 1995

- Elizabeth Gracen (Amanda)
- David Robb (Kalas)
- Peter Wingfield (Methos)
- Sian Webber (Christine Salzer)

Immortels
- Amanda
- Methos
- Kalas

FlashBack
- 1753,  Turquie

- On voit pour la première fois dans cet épisode les bureaux des guetteurs à Paris.
- On y voit également un combat mémorable entre MacLeod et Kalas sur la Tour Eiffel.